# Silvina Furtado de Sousa
Silvina Carmen Furtado de Sousa DmIH (Horta, 19 de Janeiro de 1877 — Horta, 6 de Setembro de 1973), conhecida nos meios literários pelo pseudónimo de Iracema, foi uma professora de música e activista cultural que se distinguiu como poetisa. Impulsionou diversas actividades culturais na ilha do Faial, nomeadamente a criação do Colégio Insulano e a construção do Salão Teatro Éden (1916).

## Biografia
Silvina Furtado de Sousa nasceu a 19 de Janeiro de 1877 na cidade da Horta, ilha do Faial, no seio de uma família urbana com importante participação na vida social e cultural local, filha de Virgínia Adelaide Furtado de Sousa e de Cândido Maria de Sousa, funcionário da Alfândega e talentoso amador teatral. O seu tio-avô era José Leal Furtado, consagrado organista e mestre da capela da Matriz da Matriz.
Os pais separaram-se em 1882, quando Silvina tinha 5 anos de idade. Os seus dois irmãos mais novos ficaram a viver com a mãe, mas Silvina acompanhou o pai, que se transferiu para Lisboa para ocupar um lugar de escrivão judicial naquela cidade. A mãe emigraria para o Brasil em 1883, numa separação definitiva, pois jamais retomou o contacto com a filha. Silvina cresceu em Lisboa, onde além de uma sólida cultura literária, estudou piano, pintura e dactilografia. O pai faleceu repentinamente, vítima de tísica pulmonar, no dia em que Silvina fazia 16 anos de idade (19 de Janeiro de 1893).
O falecimento do pai forçou o seu regresso à Horta, onde ficou a viver com a família do seu tio José Cândido Bettencourt Furtado. Nunca casaria, mantendo-se sempre na esfera da família Furtado, desenvolvendo uma sentimentalidade que transparece na vasta obra poética que assinaria sob o pseudónimo de Iracema. A partir de 1926 foi funcionária do Banco Fayal, o que fez dela a primeira mulher a trabalhar numa instituição bancária açoriana.
A vasta obra literária de Iracema foi publicando em múltiplos órgãos da imprensa açoriana da época, com destaque para O Telégrafo, A Ordem, Sinos da Aldeia, Correio da Horta, Horta Desportiva, Diário dos Açores, Correio dos Açores, O Dever, Bom Combate e Vigília. Para além da poesia, género em que se destacou, escreveu contos Também foi autora de muitos artigos em prosa que publicou ao longo da sua longa vida, quase sempre sob o título genérico de Aguarelas.
Rui Galvão de Carvalho considerou a sua poesia como «trabalhada à moda dos poetas parnasianos», reflectindo o «lirismo da sua alma idealista e nostálgica» Recebeu em 1967 o 1.º prémio dos Jogos Florais Açores, na modalidade de soneto.
Manteve ao longo de toda a sua longa vida uma intensa actividade como professora, ensinando piano e dactilografia. Foi a impulsionadora da criação do Colégio Insulano (1918), onde eram leccionadas disciplinas como Língua e Literatura Francesa e Inglesa, Música e Dança. Com sua prima Lídia Furtado esteve na origem da fundação do Salão Teatro Éden (1916) que se manteve em actividade na cidade da Horta durante cerca de 25 anos e por onde passaram récitas teatrais e filmes.
Para além da vasta obra dispersa por múltiplos periódicos, publicou em 1960 a colectânea poética Saudade (Coimbra, 1960), com prefácio de Rui Galvão de Carvalho. Para além da sua actividade como poetisa e professora, também se dedicou à música e foi pianista reconhecida e maestrina da capela da Matriz.
Silvina Furtado de Sousa faleceu na Horta, aos 96 anos de idade, a 6 de Setembro de 1973, deixando várias gerações de discípulos.

## Homenagens
- Foi agraciada a 10 de Julho de 1965 com o grau de Dama da Ordem do Infante D. Henrique.[8]
- Na fachada da casa da cidade da Horta onde viveu está colocada uma lápide com a inscrição: Silvina Furtado de Sousa / “Iracema” / Aqui viveu e ensinou / 21.8.1965.